# Trofeo europeo femminile FIRA 2009
Il Trofeo europeo femminile FIRA-AER 2009 (in inglese 2009 FIRA-AER Women’s European Trophy; in svedese Europamästerskapet i rugby för damer 2009, abbreviato in Dam-EM 2009) fu la 14ª edizione del campionato europeo di rugby a 15 femminile ufficialmente organizzato dalla FIRA - AER.
Si tenne in Svezia tra il 17 e il 23 maggio 2009 e non conferì titoli di campione continentale né ebbe un vincitore, ma servì ad assegnare due posti alla Coppa del Mondo di rugby femminile 2010 (Europa 3 ed Europa 4), in quanto facente funzione di ultimo turno di qualificazione europea a tale manifestazione.
Nel girone A la Scozia non ebbe problemi contro Russia e Belgio, incassando i primi punti contro nel torneo solo dai Paesi Bassi, migliori perdenti contro le britanniche con venti punti di scarto; nel girone B invece, tra le grandi rivali Italia e Spagna, emerse a sorpresa la Svezia che nella prima partita del gruppo sconfisse 16-14 le Azzurre e, nel turno successivo, le iberiche per 11-6, rendendo quindi accademico l’incontro finale con la Germania e aprendo alle rugbiste scandinave la strada verso la Coppa del Mondo.

## Formula
Il regolamento prevedeva che le otto squadre partecipanti al torneo fossero ripartite in due gironi da quattro ciascuna, e che la vincitrice di ciascun girone si qualificasse alla Coppa del Mondo; tra le otto figuravano le ultime due non qualificate tramite il Sei Nazioni 2009, Scozia e Italia, rispettivamente ultima e penultima della classifica di tale torneo.
Tutte le gare si tennero a Enköping e Stoccolma.

## Squadre partecipanti

### Girone A
- Belgio
- Paesi Bassi
- Russia
- Scozia

### Girone B
- Germania
- Italia
- Spagna
- Svezia

## Risultati

### Girone A
| Arbitro: | Andrea Ttofa |

| |    |  |
| D'Silva 3’, 55’ Kennedy 9’ Steven 13’ Brown 19’, 60’ Griffith 26’ Millard 28’, 36’ Blyth 31’ Newton 38’ Fitzpatrick 49’ Kerr 65’ Moffat 70’ | mt |  |
| Gill 9’, 13’, 28’, 36’, 38’, 55’ Dalgliesh 60’                                                                                              | tr |  |

| Arbitro: | Barbara Guastini |

| |    |  |
| Tuinhout 1’ van Harskamp 4’, 32’, 41’, 43’, 55’, 64’, 67’ Eppink 13’ Haverkorn 16’ Selbeck 20’ Franssen 37’, 54’, 76’ van Meer 50’ Mavroudis 64’ | mt |  |
| Laros 4’, 16’, 32’, 37’, 43’, 55’, 61’, 64’, 67’, 76’                                                                                            | tr |  |

| Arbitro: | Alain Falaise |

|                                                                                              |    |  |
| Millard 1’, 13’, 54’, 70’ Kennedy 4’, 17’, 24’ Fitzpatrick 11’ D’Silva 29’, 37’ E. Evans 68’ | mt |  |
| Gill 1’, 4’, 11’, 13’, 54’, 68’ Kennedy 17’, 24’                                             | tr |  |

| Arbitro: | Barbara Guastini |

|                                                                  |    |  |
| Broer 16’ van Harskamp 24’, 34’, 58’ Tuinhout 54’ van Rossum 68’ | mt |  |
| Laros 24’, 54’                                                   | tr |  |

| Arbitro: | Jean-Pierre Matheu |

|                                               |      |                             |
| Walker 25’ S. Brown 29’ Millard 64’, 67’, 75’ | mt   | 34’ van Harskamp 78’ Eppink |
| Gill 25’, 29’, 64’, 67’, 75’                  | tr   | 78’ Laros                   |
| Gill 7’                                       | c.p. | 15’, 31’ Laros              |

| Arbitro: | Paloma Loza |

|                                                         |      |                |
| Smirnova 10’ Alekseeva 28’, 45’ Gamova 37’ Syčugova 63’ | mt   | 52’ Sailliez   |
| Mucharjamova 10’, 28’                                   | tr   |                |
|                                                         | c.p. | 21’, 35’ Paris |

#### Classifica girone A
|  | Classifica  | G | V | N | P | PF  | PS  | P±   | B | PT |
|  | ----------- | - | - | - | - | --- | --- | ---- | - | -- |
|  | Scozia      | 3 | 3 | 0 | 0 | 193 | 18  | +175 | 3 | 15 |
|  | Paesi Bassi | 3 | 2 | 0 | 1 | 152 | 38  | +114 | 2 | 10 |
|  | Russia      | 3 | 1 | 0 | 2 | 29  | 129 | -100 | 1 | 5  |
|  | Belgio      | 3 | 0 | 0 | 3 | 11  | 200 | -189 | 0 | 0  |

### Girone B
| Arbitro: | Alain Falaise |

|                                 |      |                               |
| Zangirolami 28’                 | mt   | 20’ Westin-Vines 40’ Lindholm |
| Veronica Schiavon 23’, 29’, 43’ | c.p. | 13’, 20’ U. Andersson-Hall    |

| Arbitro: | Aoife McCarthy |

| |      |  |
| Obregozo 9’ B. Pla 23’, 61’, 78’ Rial 27’, 52’, 54’ Medín 29’ I. Rodríguez 33’ Porras 41’ Lladó 64’ | mt   |  |
| Lladó 23’, 27’, 29’, 41’, 54’, 61’, 64’, 78’                                                        | tr   |  |
| Lladó 1’                                                                                            | c.p. |  |

| Arbitro: | Paloma Loza |

|                                                                                |      |  |
| Peron 24’, 41’ Barbini 29’ Zangirolami 34’ Gai 48’ Sanfilippo 54’ Barattin 57’ | mt   |  |
| Veronica Schiavon 24’, 41’, 57’                                                | tr   |  |
| Veronica Schiavon 6’, 19’                                                      | c.p. |  |

| Arbitro: | Aofie McCarthy |

|                |      |                            |
|                | mt   | 73’ Lind                   |
| Bravo 40’, 43’ | c.p. | 15’, 52’ U. Andersson-Hall |

| Arbitro: | Andrea Ttofa |

|                       |    |                               |
| Pizzati 56’           | mt | 11’ I. Rodríguez 26’ Pocurull |
| Veronica Schiavon 56’ | tr | 26’ Lladó                     |

| Arbitro: | Aoife McCarthy |

|                                                        |    |           |
| Westin-Vines 8’, 35’, 47’, 80’ Berntsson 28’ Lahti 53’ | mt | 32’ Apfel |
| U. Andersson-Hall E. Andersson 28’, 80’                | tr | 32’ Apfel |

#### Classifica girone B
|  | Classifica | G | V | N | P | PF | PS  | P±   | B | PT |
|  | ---------- | - | - | - | - | -- | --- | ---- | - | -- |
|  | Svezia     | 3 | 3 | 0 | 0 | 63 | 28  | +35  | 1 | 13 |
|  | Spagna     | 3 | 2 | 0 | 1 | 92 | 18  | +74  | 2 | 10 |
|  | Italia     | 3 | 1 | 0 | 2 | 68 | 28  | +40  | 3 | 7  |
|  | Germania   | 3 | 0 | 0 | 3 | 8  | 157 | -149 | 0 | 0  |